# Pedaleman
Pedaleman is een bestuurslaag in het regentschap Serang van de provincie Banten, Indonesië. Pedaleman telt 4638 inwoners (volkstelling 2010).